# シューマート
株式会社シューマート（SHOEMART）は、長野県長野市に本社を置く靴の小売・卸売・開発会社。

## 概要
長野県のほか近県5県でシューズ専門店チェーン「靴のシューマート」を展開する。

## 沿革
- 1897年（明治30年） - 履物卸売業岡宮商事創業
- 1971年（昭和46年） - 5社合併により、株式会社シューマート設立
- 1972年（昭和47年） - 小売部門5店舗開業
- 1984年（昭和59年） - 物流センターを開設
- 1985年（昭和60年） - 社員オーナー制度発足。3年後に1号店開店
- 1996年（平成8年） - 店舗開発・不動産管理会社として、株式会社エスエフシーアール設立
- 2000年（平成12年） - 「シューマート」の商標登録
- 2001年（平成13年） - シューマート初のシューフィッター資格者誕生
- 2003年（平成15年） - FC統括会社として、株式会社シューマートフランチャイズチェーン本部設立
- 2007年（平成19年）
  - 本社を長野市中御所四丁目から現在地に移転
  - 通信販売事業に進出。楽天市場に出店

## 店舗
- 長野県北信地方
  - 長野市: 長野稲里店・長野東和田店・稲田店
  - 千曲市: 更埴店
  - 中野市: 中野江部店
  - 須坂市:須坂店
- 長野県東信地方
  - 上田市: 上田国分店
  - 佐久市: 佐久平店
- 長野県中信地方
  - 松本市: 松本村井店・松本つかま店
  - 塩尻市: 塩尻店
  - 安曇野市: アミー穂高店
- 長野県南信地方
  - 飯田市: 飯田座光寺店・飯田インター店
  - 諏訪市: 諏訪赤沼店
  - 伊那市: 伊那店
  - 上伊那郡: 箕輪店
- 群馬県
  - 前橋市: 前橋上泉店・前橋吉岡店
  - 高崎市: 高崎上中居店・高崎飯塚店
  - 伊勢崎市: 伊勢崎宮子店
  - 渋川市: 渋川店
- 山梨県
  - 甲府市: 甲府富士見店・甲府向町店
  - 中巨摩郡: 甲府昭和店
- 新潟県
  - 新潟市:新潟南店
  - 長岡市: 長岡マーケットモール店
  - 三条市: 三条店
  - 上越市: 上越ウィング店
- 栃木県
  - 宇都宮市: 宇都宮インターパーク店・宇都宮ベルモール店
  - 足利市: 足利店
- 茨城県
  - つくば市: つくば研究学園店
  - 那珂市: 那珂店
  - かすみがうら市: かすみがうら千代田店
- オンラインショップ
  - 楽天市場店